# Türkiye Süper Kupası 2018
La Türkiye Süper Kupası 2018 è stata la quarantacinquesima edizione della Türkiye Süper Kupası. Si è disputata il 5 agosto 2017 tra il Galatasaray, vincitore della Süper Lig 2017-2018 e il Akhisar Belediyespor, trionfatore nella Türkiye Kupası 2017-2018.
Ad aggiudicarsi la competizione è stato il Akhisar Belediyespor, vincitore del trofeo per la prima volta.

## Tabellino
| Arbitro: | Cüneyt Çakır (Istanbul) |

|                                        |                      |                                      |
| Derdiyok 79’                           | Marcatori            | 5’ Seleznyov                         |
| İnan Derdiyok Feghouli Rodrigues Gomis | Tiri di rigore 4 – 5 | Vural Larsson Bayram Lopes Seleznyov |